# 羅臼岳
羅臼岳（らうすだけ）は、北海道・知床半島にある火山群の主峰および最高峰で標高1,661メートル。1964年（昭和39年）6月1日に知床国立公園に指定され、2005年7月にこの山域を含む知床半島が知床 (世界遺産)に正式登録された。深田久弥による日本百名山に掲載されており、新・花の百名山に選定されている山である。

## 概要

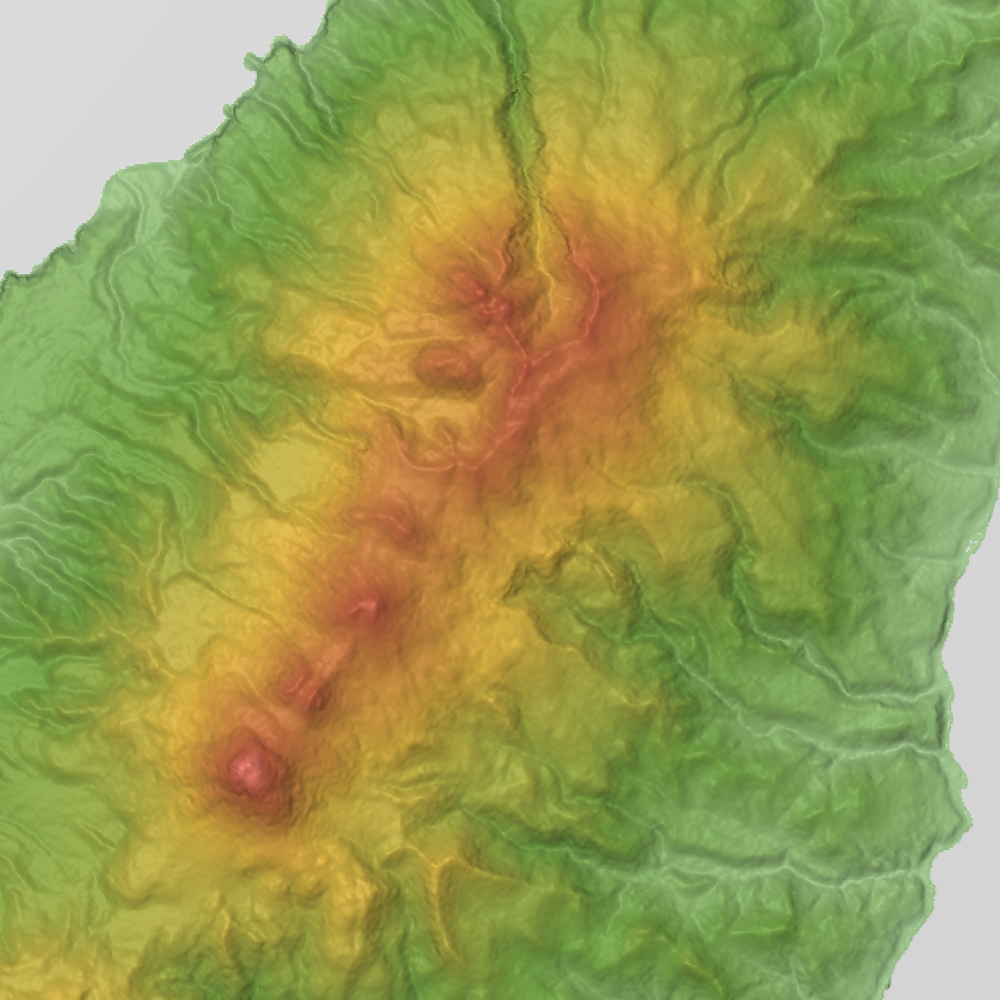
羅臼・知床硫黄火山群の地形図。羅臼岳は左下端。

標高は1995年に国土地理院の調査で1,661メートルに改定されたが、より正確に測定できるGPS調査により、2008年5月1日に1,660メートル（1,660.36メートル）に改定。しかし、GNSS測量等の点検・補正調査の結果、2014年4月1日の『日本の山岳標高一覧-1003山-』で1,661メートルに再び改訂された。
流紋岩質から安山岩質の溶岩による活動は成層火山を形成したものの、最終的に山頂付近は溶岩円頂丘を形成させているほか、年月を経て地すべり・崩壊地形が多数形成されている。約500年前まで火山活動を続けていた活火山であり、1964年には山麓の羅臼町で100回を超える群発地震や間欠泉の噴出を観測している。
羅臼八景の一つ。1965年（昭和40年）に、『羅臼湖畔から仰ぐ羅臼岳』の知床国立公園の10円切手が発売された。

### 名称について
アイヌ語名ではチャチャヌㇷ゚リ (chacha-nupri) と呼ばれる。これは「親爺・山」の意で、アイヌ語研究者の山田秀三は「知床半島の最高峰なのでそう呼ばれたのだろうか」としている。
知床富士とも呼ばれている。また、漢字表記については良牛岳と記されたこともある。

## 噴火活動
1990年代に知床硫黄山の噴火史調査が行われた際に、最近の2000年間で複数回の活動が確認され1996年に活火山として指定されたが、19世紀末以降の噴火活動と1996年以降の噴気活動は認められない。山頂付近に存在する溶岩流や溶岩ドームには新鮮な地形が残っており3つの時期に形成された可能性が指摘されている。
最近の2300年間では、2,200 - 2,300年前、1,400 - 1,600年前、500 - 700年前の3時期に火山活動が活発であった。
- 2,200 - 2,300年前の活動 比較的規模の大きな噴火が発生し、降下テフラや火砕流が噴出。
- 1,400 - 1,600年前の活動 プリニー式噴火による降下テフラと火砕流。
- 500 - 700年前の活動 降下テフラや火砕流。

## 登山

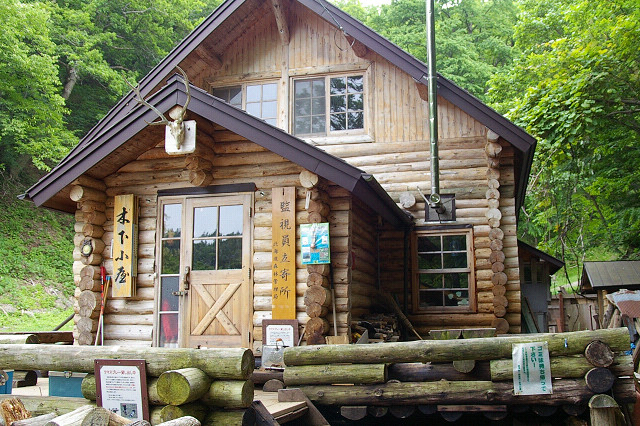
岩尾別温泉付近の登山口にある木下小屋

### 登山ルート
登山口は、羅臼町からは羅臼温泉付近から、斜里町からは岩尾別温泉付近から登山道が整備されている。所要時間は後者の方が短い。知床五湖には遊歩道があり、その山容を望むことができる。登山ルートは傾斜がきつく岩質がもろい状態で、厳しい気象条件下にある。また、ヒグマが頻繁に出没するエリアである。

### 周辺の山小屋
- 木下小屋

### ヒグマの襲撃
- 2025年（令和7年）8月14日、登山者1人がヒグマに襲われて行方不明となった（翌日に死亡確認）[15]。北海道警察は、行方不明者の捜索を行うとともに、ヘリコプターで近くの展望台にいた別の登山者の救助にあたった[16]。

## 山容

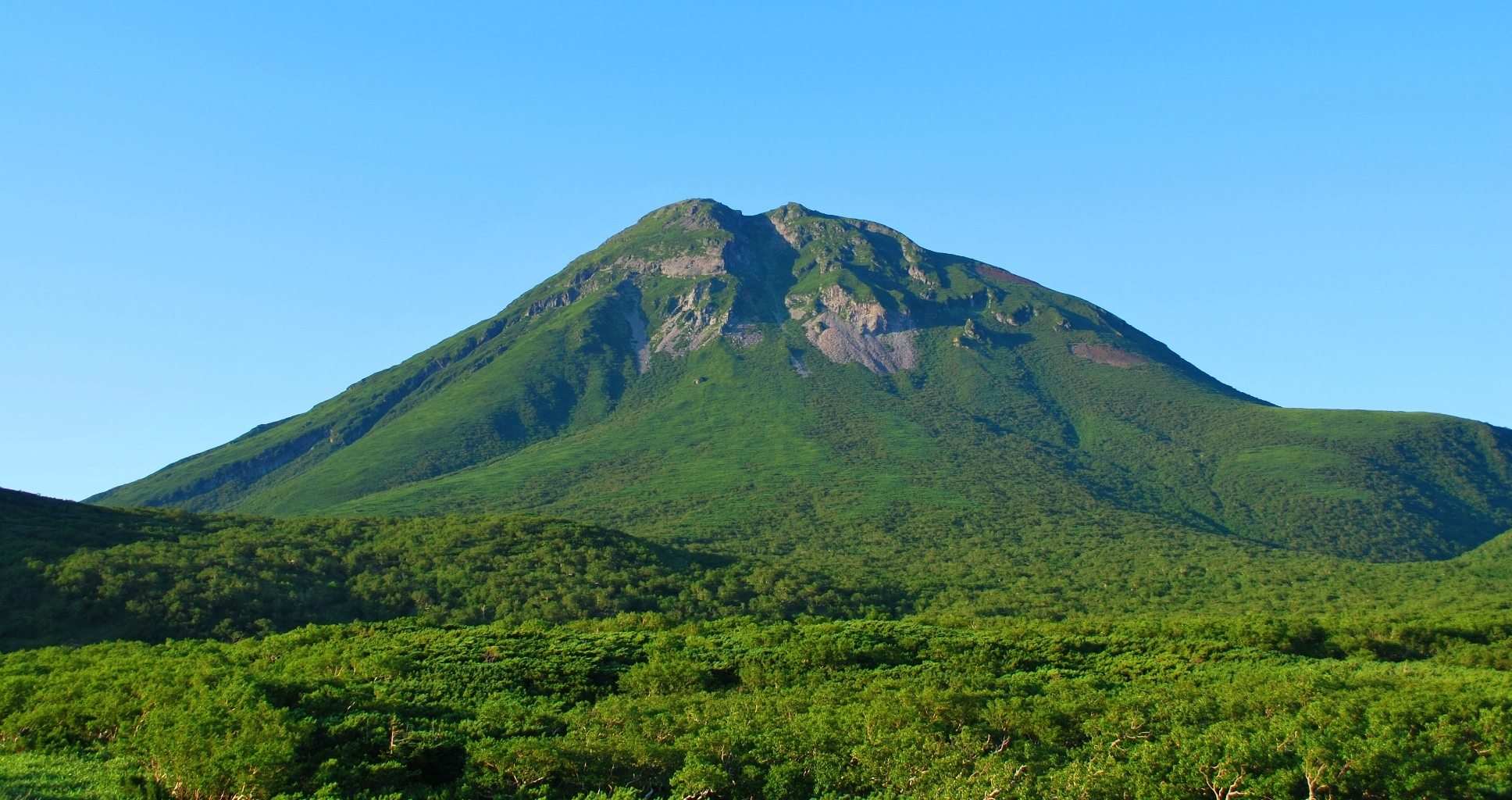
知床峠から望む山頂
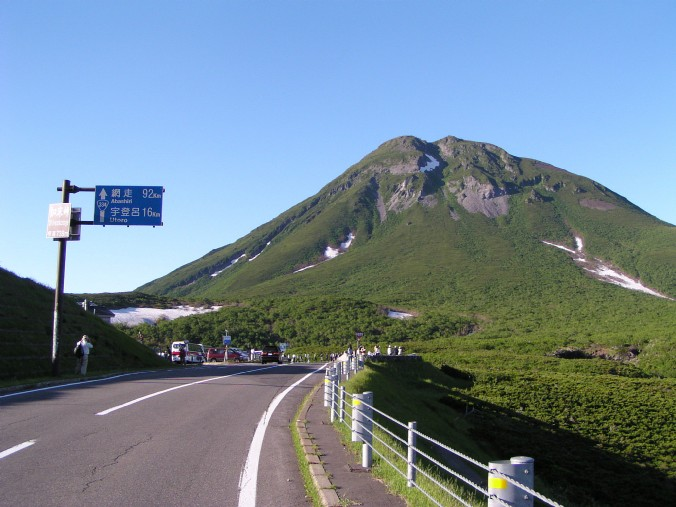
知床峠から望む山頂
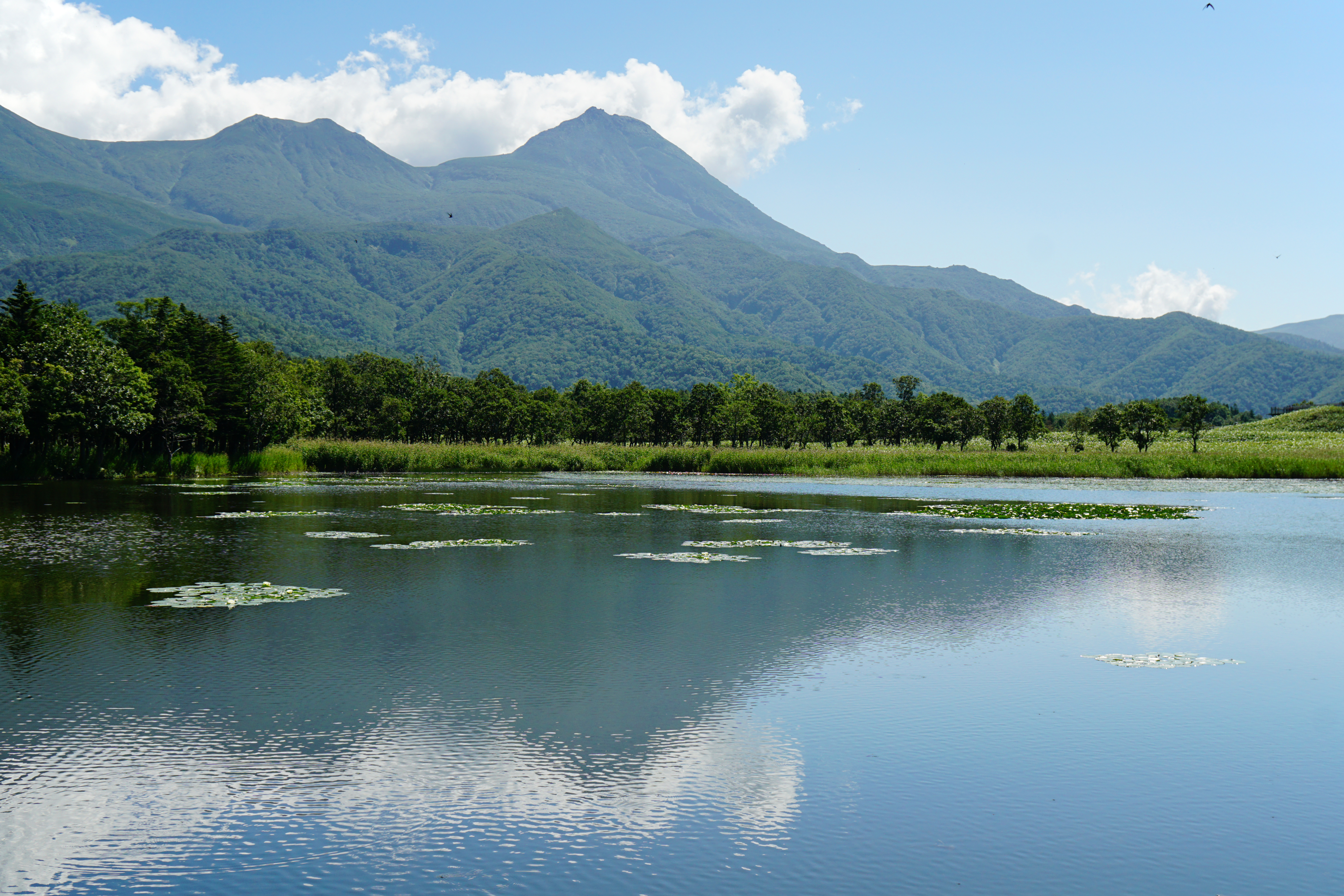
知床五湖と羅臼岳
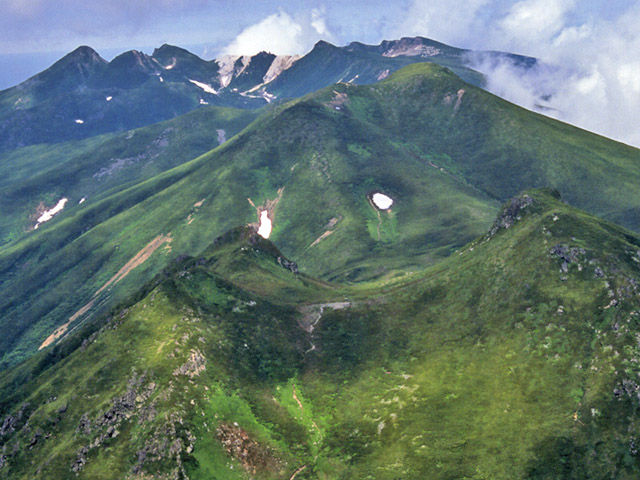
羅臼岳から望む知床半島の山並み
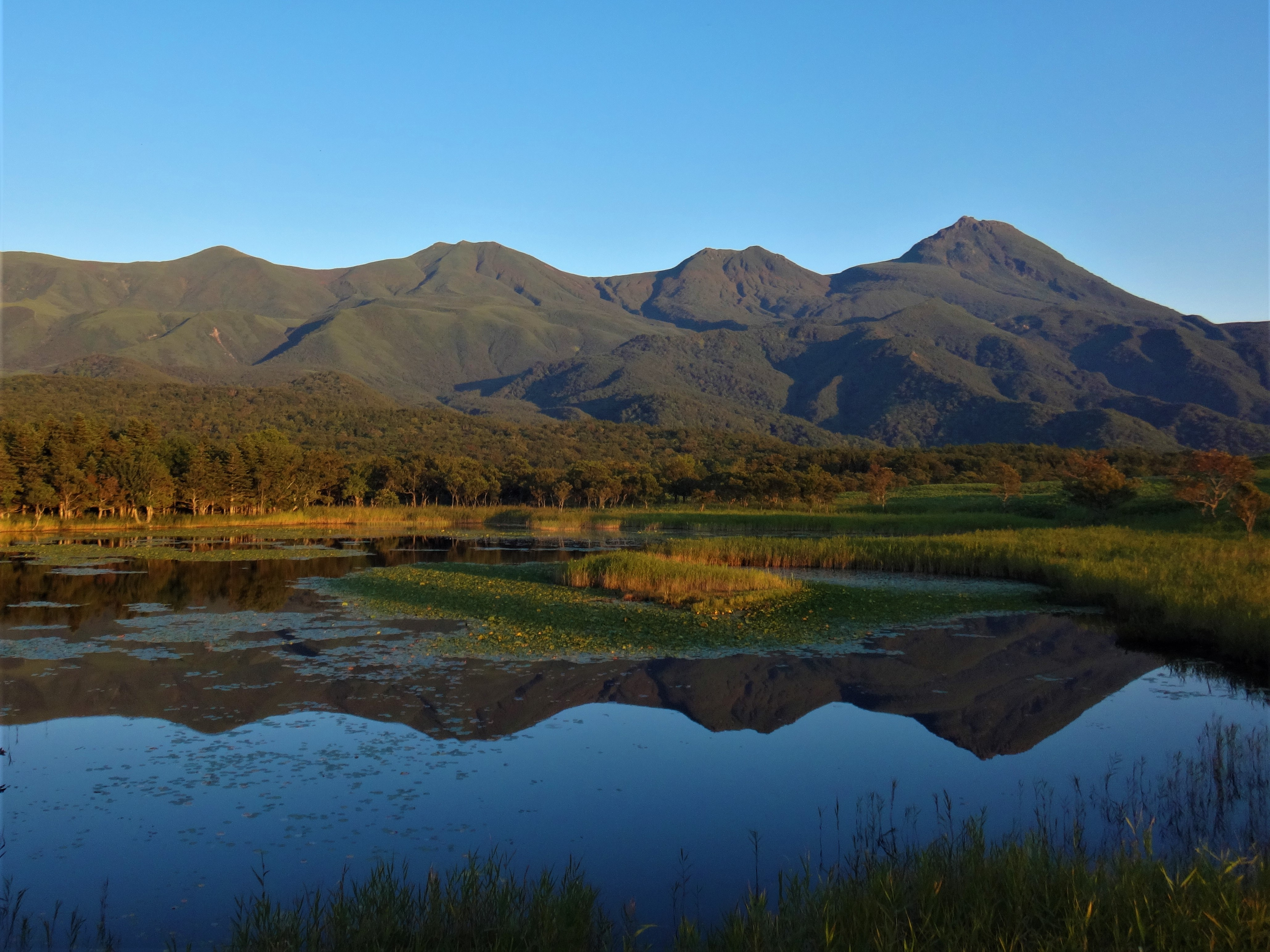
秋の知床五湖から羅臼岳
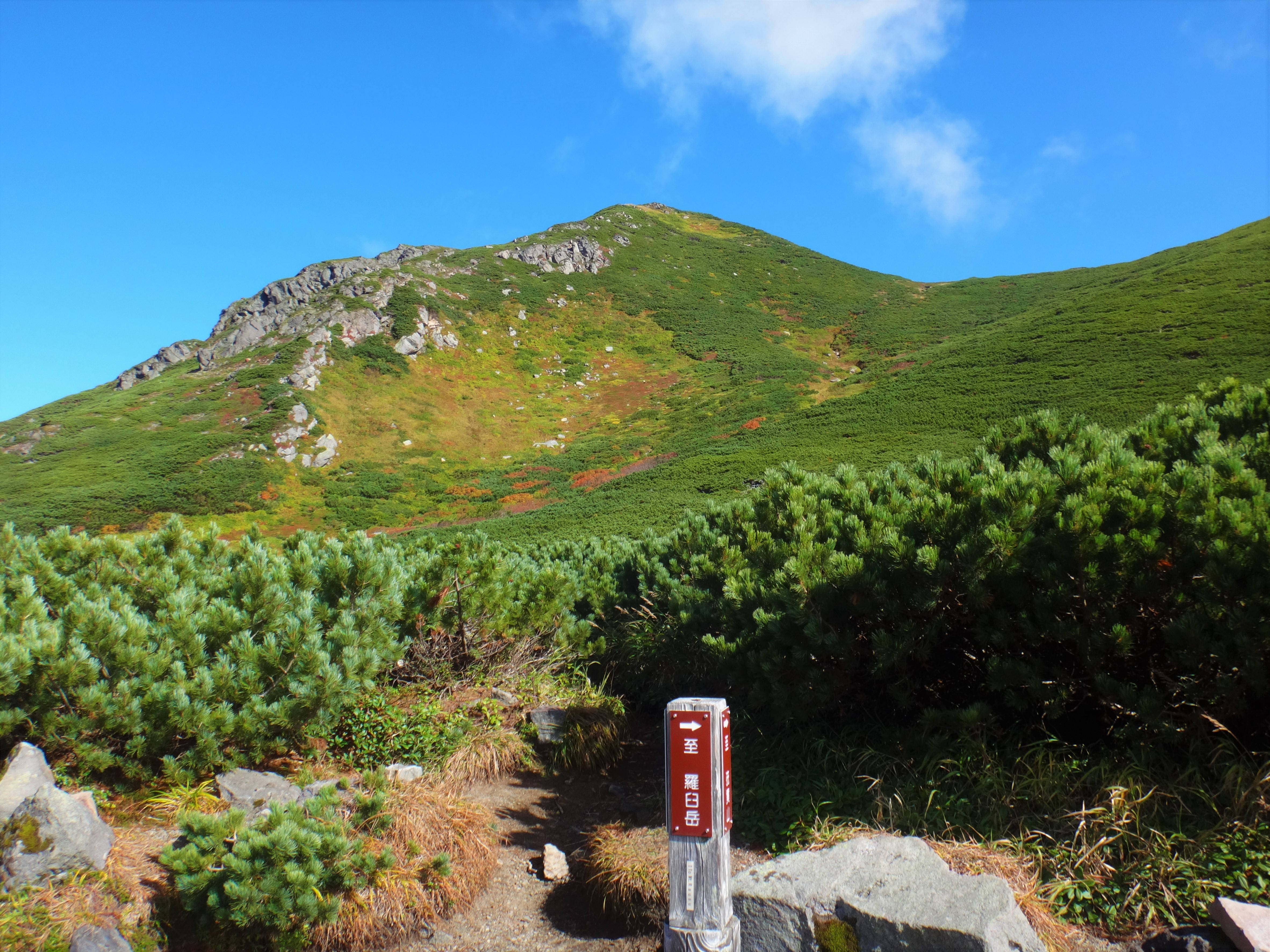
羅臼平から羅臼岳
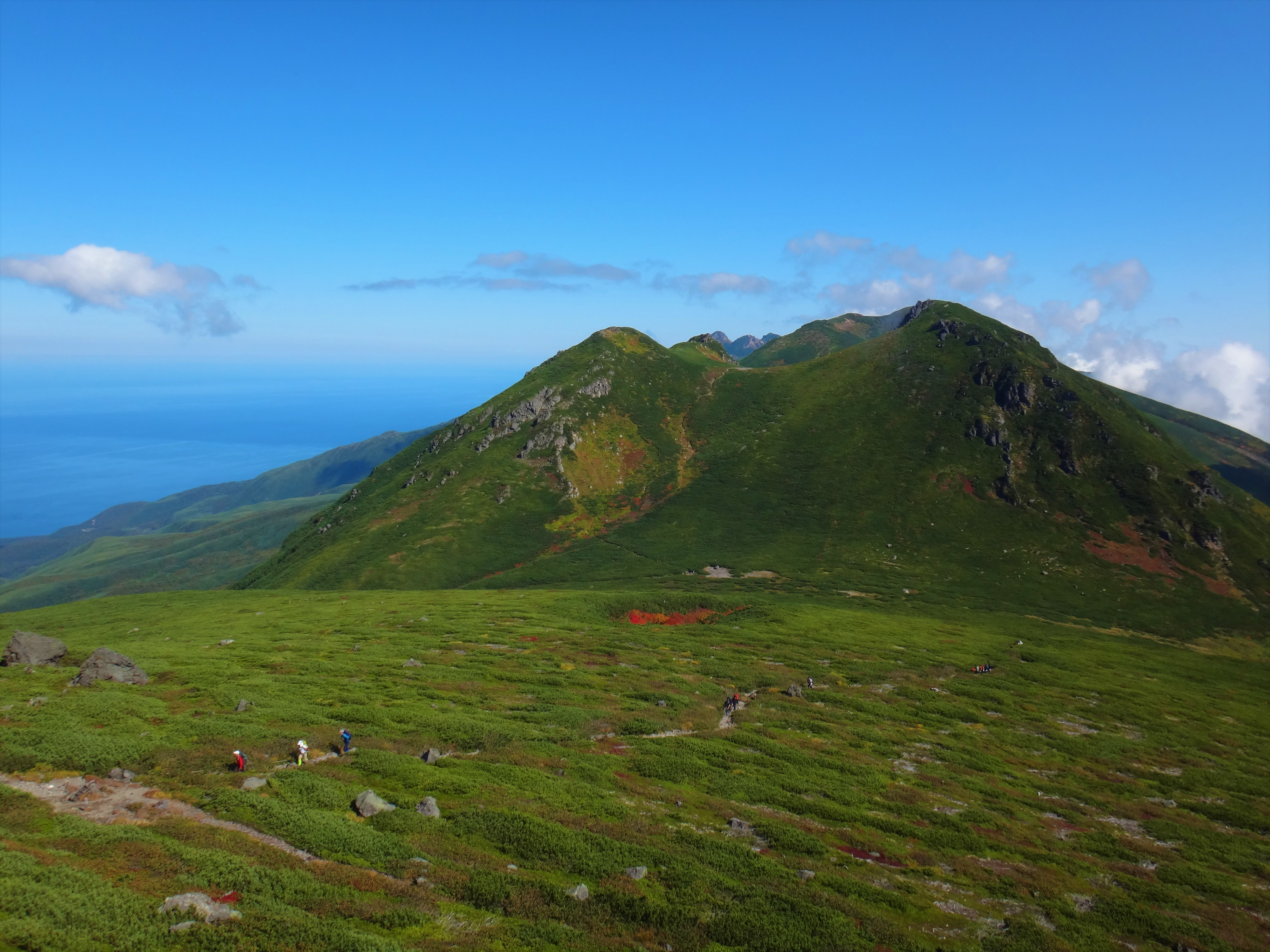
岩清水付近から羅臼平
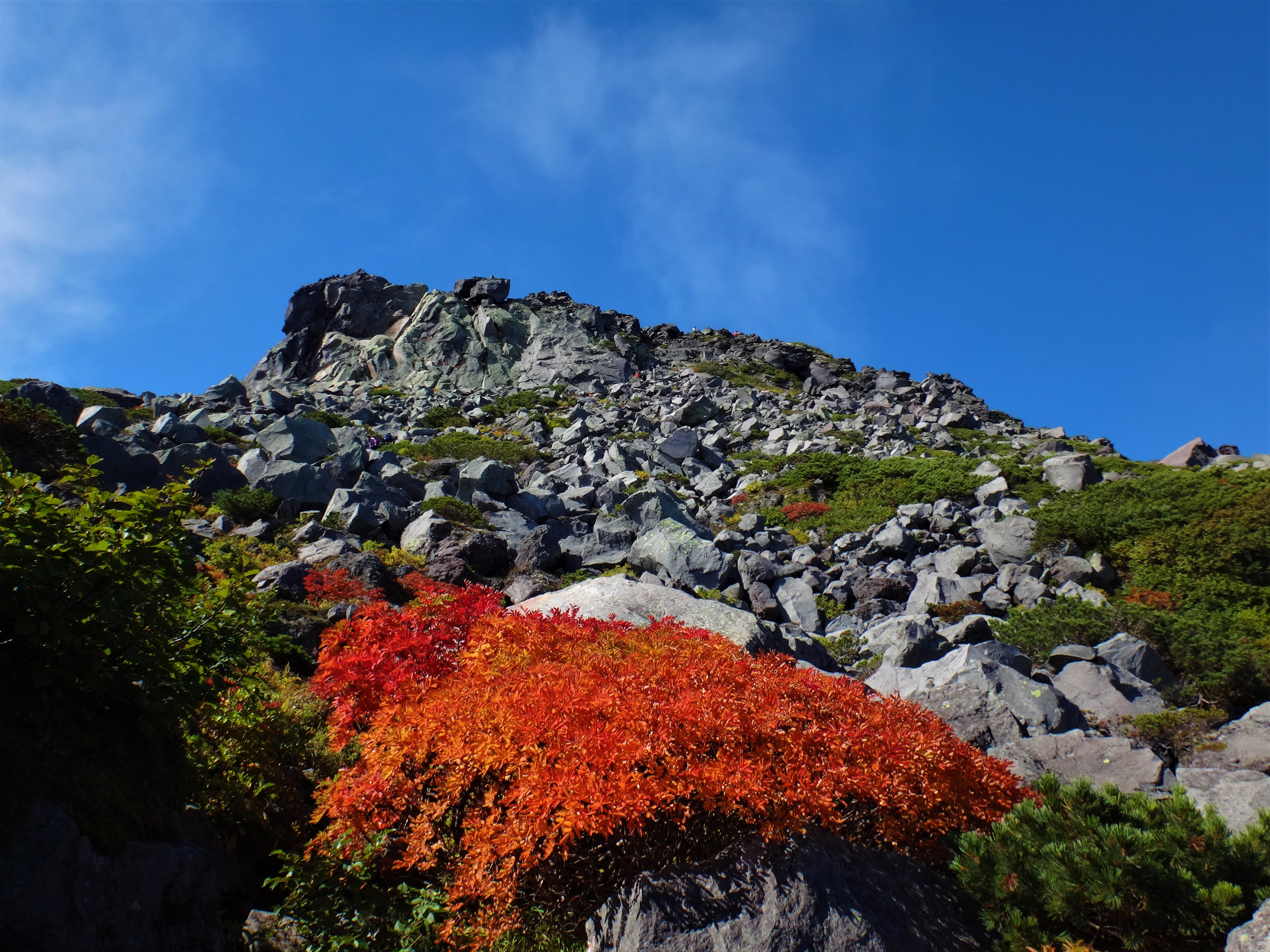
羅臼岳最後の登り
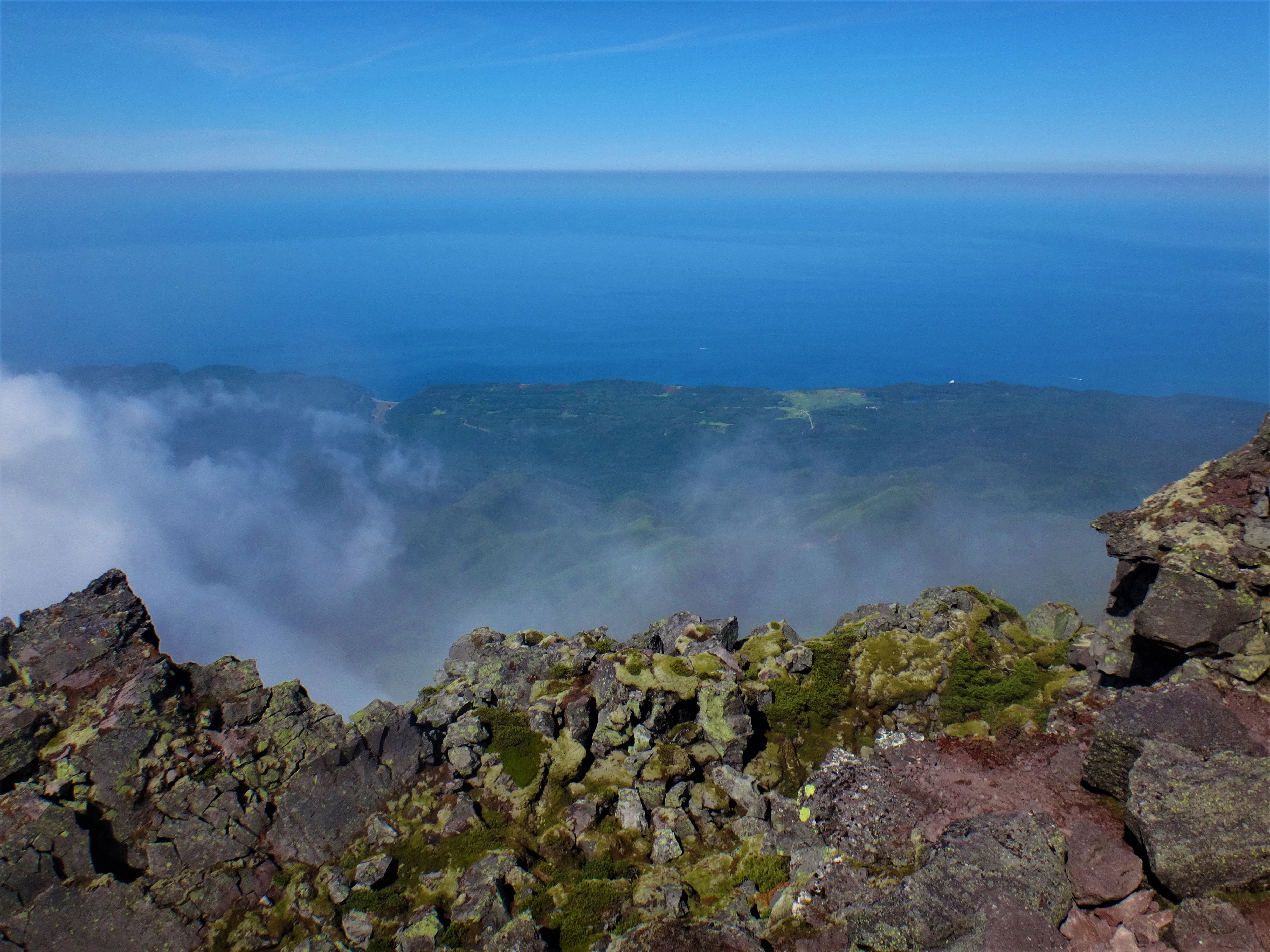
羅臼岳山頂からオホーツク海と知床五胡
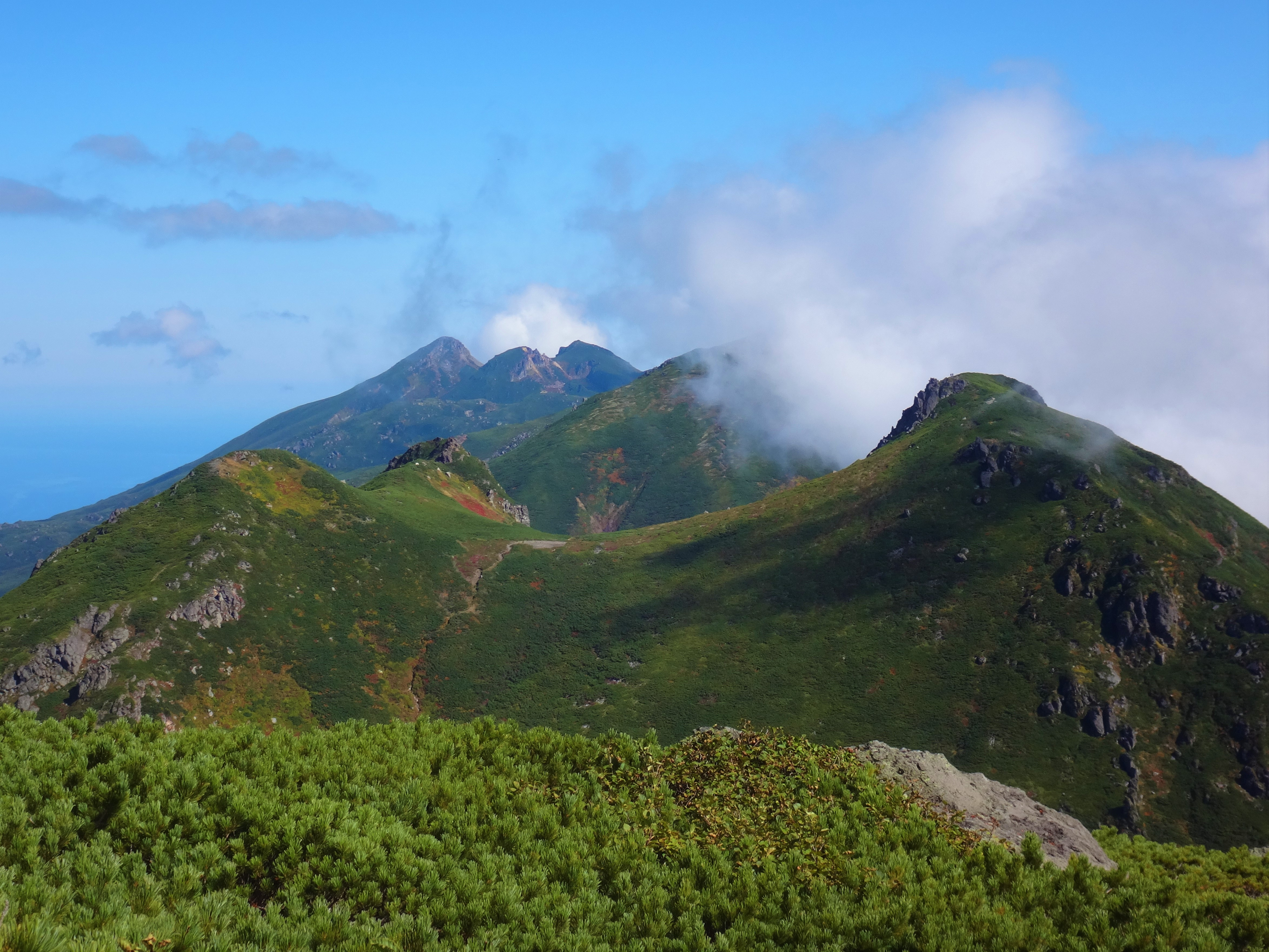
羅臼岳から硫黄山やサシルイ岳